# Грич (Костањевица на Крки)
Грич (словен. Grič) је насељено место у општини Костањевица на Крки, Посавска регија, Словенија.

## Историја
До територијалне реорганизације у Словенији био је у саставу старе општине Кршко.

## Становништво
У попису становништва из 2011. године, Грич је имао 29 становника.
| Број становника према пописима | Број становника према пописима | Број становника према пописима |
| ------------------------------ | ------------------------------ | ------------------------------ |
| 1991                           | 2002                           | 2011                           |
| 31                             | 38                             | 29                             |

Напомена: Године 2006. умањено за део насеља који је припојен насељу Костањевица на Крки. Године 2016. извршена је мања размена територије између насеља Грич и Ивањше.